# Dana Hill
Dana Hill, nata Dana Lynne Goetz (Los Angeles, 6 maggio 1964 – Burbank, 15 luglio 1996), è stata una doppiatrice e attrice statunitense.

## Biografia
Dana Lynne Goetz nacque a Los Angeles nel 1964 da Sandy Hill e Ted Goetz.
Iniziò a lavorare come attrice e doppiatrice ad appena 12-13 anni.
Sofferente di diabete, entro in coma diabetico nel maggio del 1996. Il mese seguente fu colpita da ictus e morì poco dopo, a soli 32 anni.

## Filmografia parziale

### Attrice

#### Cinema
- Spara alla luna (Shoot the Moon), regia di Alan Parker (1982)
- La foresta silenziosa (Cross Creek), regia di Martin Ritt (1983)
- Ma guarda un po' 'sti americani (European Vacation), regia di Amy Heckerling (1985)

#### Televisione
- Maggiordomo per signora (The Two of Us) – serie TV, 20 episodi (1981-1982)
- Magnum, P.I. – serie TV, episodio 3x15 (1982)

### Doppiatrice
- Rover e Daisy (1991): Danny
- Tom & Jerry - Il film (1992): Jerry
- Ecco Pippo! (1992-1993): Max
- Sonic (1993-1994): Sally Acorn da bambina
- Il gobbo di Notre Dame (1996)

## Doppiatrici italiane
- Silvia Tognoloni in Ma guarda un po' 'sti americani

Da doppiatrice è sostituita da:
- Monica Bertolotti in Rover e Daisy, Duckman
- Ilaria Stagni in Tom & Jerry - Il film
- Simone Crisari in Ecco Pippo!